# الجيش الثاني (تركيا)
الجيش الثاني في الجمهورية التركية (بالتركية: هو جزء من القوات المسلحة التركية والثاني من أربع جيوش في القوات البرية التركية، يقع مقره الرئيسي بمدينة ملطية، تأسس في أكتوبر عام 1923م.
يقع عليه حماية منطقة الأناضول والحدود مع كل من سوريا والعراق وإيران وارمينيا. يتألف الجيش الثاني من 120,000 ضابط وجندي.

## قادة الجيش الثاني
انظر أيضا: قائمة قادة الجيش الثاني (تركيا)